# Pauropsylla septima
Pauropsylla septima är en insektsart som beskrevs av Jennifer L. Hollis 1984. Pauropsylla septima ingår i släktet Pauropsylla och familjen spetsbladloppor.
Artens utbredningsområde är Kamerun. Inga underarter finns listade i Catalogue of Life.